# Carlos Octavio Bunge
Carlos Octavio Bunge ( Buenos Aires, Argentina, 19 de enero de 1875 - ibídem, 23 de mayo de 1918) fue un sociólogo, escritor y jurista.

## Informaciones personales
Era hijo de Octavio Raymundo Bunge y de María Luisa Rufina Arteaga y hermano de Alejandro, Augusto, y Delfina Bunge.

## Actividad profesional
Desarrolló una acción intelectual muy destacada en Argentina, la cual llegó a extenderse a Iberoamérica.
Cursó los estudios universitarios de Derecho, explicó ciencias de la educación en la Facultad de Filosofía y Letras de la Universidad de Buenos Aires y derecho en la Facultad de Ciencias Jurídicas y Sociales.
Sus principales obras son Nuestra América: Ensayo de psicología social y Principios de psicología individual y social ambas de 1903. También se adentró en diversos géneros: teatro, con La revolución de Churubusco, La primera batalla, El roble, Fracasado y Los colegas (1908); novelas y narraciones diversas, con Xarcas Silenciario (1903), La novela de la sangre (1903; 1904), Thespis (1907), Viaje a través de la estirpe y otras narraciones (1908), La sirena, Los envenenados, El capitán Pérez y El sabio y la horca; estudios filosóficos y pedagógicos, con El espíritu de la educación (1901), Principios de psicología individual y social (1903), Educación de la mujer (1904) y Estudios filosóficos. También escribió "Nuestra Patria" en la que expone un interesante análisis de la composición social argentina y el porvenir que le esperaba.
Bunge explica, desde el darwinismo, el comportamiento de las sociedades iberoamericanas ante el proceso de modernización, con el aluvión inmigratorio.
Cultivó un biologismo aristocratizante. La complejidad de su pensamiento, se debe a las teorías con las que se formó, aunque tiene un organicismo social y un racialismo.
“Bunge se valió de las ideas de Wheeler para armonizar la “Teoría de la evolución” con el organicismo social, participando así de una búsqueda que preanunciaba la emergencia de peligrosas legitimaciones biológicas para Estados corporativos, como también prolongaciones científicas de pretendida autonomía que llegan hasta los actuales planteos sociobiológicos.” (Miranda- Vallejo; 2004)

## La condición del hombre
Para Bunge, la lucha de los hombres entre sí tenía análoga entidad a la que la sostenían las demás especies en la naturaleza, aunque el triunfo de unos sobre otros quedaba en gran medida “predeterminado” por la “aspirabilidad”. Ese era el atributo innato que detentaban solamente algunas “estirpes”, aquellas que estaban llamadas a conducir el organismo social. A partir del concepto de “aspirabilidad”, Bunge organizó un sistema pedagógico y jurídico sostenido por la certeza de que existían diferenciadas potencialidades genéticas que condicionaban todo comportamiento humano. La raza contenía una carga determinante en el progreso individual —y social—, operando como una muralla insalvable al momento de emprender la labor educativa, cuya probabilidad de éxito dependía menos del esfuerzo presente que de un inmodificable árbol filogenético.
El triunfo en la lucha por la vida de un pueblo era imposible si su raza no detentaba la cualidad trascendental de la condición del progreso, es decir, si no podía “aspirar” a ascender. Bunge ejemplificaba este aserto aludiendo a los Estados Unidos, donde pese a extenderse allí la educación tanto a blancos como a negros, “los afroamericanos han permanecido en una muy baja condición social, porque no supieron aspirar a elevarse. Las pocas excepciones son de cruzamiento, o bien de ciertas razas negras que poseen, siquiera sea incipiente, esa suprema facultad de aspirar” (Bunge, 1920: 33-34).
Ese condicionamiento genético impregnaba de pesimismo la concepción gnoseológica bungeana, reflejándose en la precisa delimitación de los destinatarios de sus propuestas educativas. El hombre era “un producto relativo de la herencia y del medio, del pasado y del presente” (Bunge, 1920: 28), siendo la “capacidad de aspirabilidad” la que diferenciaba a las distintas razas humanas y la que permitía su triunfo o declinación en la lucha por la vida. A partir de allí, y considerando que había “dos clases de lucha por la selección de las especies: la lucha animal, o sea de las diversas especies animales entre sí, y la lucha humana, o sea de las diversas razas humanas entre sí” (Bunge, 1920: 175-176) —lucha que daría ganadora a aquella raza más fuerte, es decir, a aquella que mejor haya aspirado a lo infinito—, adquiere sentido la exclusión de los “anormales” de los ámbitos educativos comunes. Ellos debían ser separados para preservar la homogeneidad del orden establecido, evitando “su mal ejemplo” y proporcionándoles una enseñanza “inferior”, la única que podía serles “eficaz y provechosa” (Bunge, 1920: 149).

## América Latina entre la ilustración y la vulgaridad
La cultura hispanoamericana fue en Bunge un cualificado objeto de preocupaciones, dentro de una producción que recurrentemente apeló al uso del calificativo “nuestra” para identificar aquella entidad y sus consecuentes expresiones políticas locales. Nuestra América (1903) y Nuestra Patria (1910), son enfáticas apelaciones a una inalterable tensión que presenta su obra entre lo local y universal. Dicha tensión no va a resolverse directamente en los términos del programa civilizatorio sarmientino, sino a través de otras inflexiones introducidas por un historicismo que lo insta a desestimar la validez de una cultura universal. Si bien existe la aceptación implícita de un patrón normativo civilizatorio, desde donde Bunge construye un racialismo que ubica la diversidad cultural en términos de gradación evolutiva, la posición de cada pueblo obedece a un fatalista mandato del determinismo geográfico.
El contacto con las culturas más avanzadas no era entonces suficiente para sacar a los pueblos “inferiores” del atraso en el que se encontraban. El cientista social debía antes valerse del método inductivo-deductivo para comprender a esos pueblos atrasados y formular un diagnóstico clínico. Bunge puso en práctica esta orientación en Nuestra América, donde trató de penetrar en la “psicología colectiva” que engendra la política hispanoamericana. “Y, para conocer esa psicología, analizo previamente las razas que componen al criollo. Conocido el sujeto, expongo ya la política criolla, la enfermedad objeto de este tratado de clínica social, tratado que, como sus semejantes en medicina, concluye con la presentación de algunos ejemplos o casos clínicos” (Bunge, 1911: 3-4). Sus “casos clínicos” de la enferma política hispanoamericana, quedan sintetizados en “tres grandes políticos”: el argentino Juan Manuel de Rosas, el ecuatoriano Manuel García Moreno y el mexicano Porfirio Díaz.
Bunge tomaba distancia de la Generación del ´80 advirtiendo que la “hispanofobia” era “absurda”, porque renegar de nuestros padres significaba renegar de nosotros mismos. Pero también de la incipiente reacción nacionalista que después de los episodios de 1898 derivó en la “hispanolatría”, una “ciega adoración de la desangrada España actual”. Sin embargo, esta pretendida objetividad no logra desprenderse de una “oposición y agónica lucha entre las fuerzas ilustradas, conscientes, europeas y blancas” con los “instintos irracionales unidos a la tierra salvaje y a los sentimientos masivos del pueblo bajo, nativo, indio, negro y mestizo” (Cárdenas y Payá, 1997). En la psicohistoria de Bunge interactúan los factores étnicos y ambientales resultantes de las poco beneficiosas influencias españolas, indígenas y negras, que van a confluir en la psicología del hispanoamericano para connotarla con los que van a ser sus rasgos distintivos: “pereza, tristeza y arrogancia”, rasgos responsables de los sucesivos fracasos en la política criolla, a la que se oponía victorioso el “hermano-enemigo” del Norte que revelaba su superioridad en una irrecusable vocación y capacidad expansionista.
Siendo “todo mestizo físico” un peligroso “mestizo moral” (Bunge, 1911: 130), el mestizaje era en Hispanoamérica el principal problema, el gran freno a la evolución que tenían los pueblos de la región. Solo corrigiendo eugénicamente esas asimilaciones inadecuadas, Nuestra América podía evolucionar y llegar a colocar a sus pueblos en “relación a los europeos y a los yanquis”. De ahí que bendijera “el alcoholismo, la viruela y la tuberculosis por los efectos benéficos que habrían acarreado al diezmar la población indígena y africana de la provincia de Buenos Aires” (Terán, 2000: 159). La psicología colectiva era un reflejo de los componentes raciales del pueblo. La raza contenía el principio y el fin, la explicación última y esencial del éxito o el fracaso de las suciedades humanas.

## Citas
1. ↑  Genealogía familiar Archivado el 2 de abril de 2015 en Wayback Machine.. Acceso 5-3-201
2. 1 2  Biografías y Vidas. «Carlos Octavio Bunge». Consultado el 27 de junio de 2011.
3. ↑  La Educación (Tratado general de Pedagogía). Libro III ‘Teoría de la Educación. Buenos Aires: Vaccaro, 1920.
4. ↑   Marisa Miranda y Gustavo Vallejo, "Hacia la perfección humana: Raza y evolución en el pensamiento de Carlos Octavio Bunge", Buenos Aires, 2004.